# AYUSE KOZUE
AYUSE KOZUE（アユセ コズエ、1985年1月13日 - ）は、日本の女性シンガーソングライター。千葉県出身。所属レーベルはVillage Again。

## 概要
作詞、作曲、編曲のみならず、打ち込み、セルフプロデュースも行うDTM（デスクトップ・ミュージック）アーティスト。ジャンルの枠にこだわらない独自のクラブミュージックが高い評価を獲得している。
彼女が制作した楽曲がTOWA TEIの耳に触れ、2006年4月にシングル『boyfriend』でメジャーデビュー。楽曲制作にはクリエイティブ・ディレクターとしてTOWA TEIが、ヴィジュアルディレクションチームとしてタイクーングラフィックスが参加した。
自らの音楽ジャンルを「Rhythm & Beauty（R&B）」と称している。楽曲制作やリミックスに日本、海外のミュージシャンが参加している。また、iTunes Music Store、MySpace、YouTubeを積極的に利用し、展開している。

## 来歴

### デビューまで
中学生の頃にダンスを始めた。高校では音楽専攻コースに進み、DTMの授業を受けたことが契機となり、パソコン (eMac) を購入し楽曲制作活動を始めた。

### 2006年
- 2月25日に自ら作詞・作曲・編曲を手掛けたデビュー曲「boyfriend」（TOWA TEIプロデュース）をアナログ盤で先行リリース。CISCOのHOUSEチャートで3週連続1位を記録。
- 4月、iTunes Storeにて 4月5日 - 4月11日の"今週のシングル"（無料ダウンロード）として「boyfriend」を先行配信。フリーダウンロードとしては、過去最高のダウンロード数を記録した。
- 4月19日にデビューシングル『boyfriend』をリリース。c/w「C.M.M.」はStudio Apartmentプロデュース。「boyfriend (RASMUS FABER REMIX vocal edit)」収録。
- 5月17日、2ndシングル『pretty good』をリリース。GIORGIO13（So' Fly）プロデュース。「boyfriend (ATFC REMIX)」収録。
- 6月24日、3rdシングル『君の優しさ』をリリース。3か月連続シングルリリースの最後はm-floの☆Taku Takahashiがプロデュース。「君の優しさ (Shy Fx & T-Power REMIX)」収録。
- 11月8日、iTunes Store 限定シングル『boyfriend (Remixes)』をリリース。「boyfriend (DJ TARO "hbs" Remix)」 および、セルフリミックス「boyfriend (K.Z.E's Master Remix)」 を収録。

### 2007年
- 4月 - 7月、"TOWA TEI DJ 20th ANNIVERSARY TOUR" に参加。
- 3月28日、iTunes Store限定で2ndシングルのリミックス「Pretty Gooday」を先行配信。
- 4月4日発売のI THE TENDERNESSのアルバム『Le Quattro Stagioni』に収録されている「10 Years feat. AYUSE KOZUE & SO-HEY!」に参加。
- 5月9日、4thシングル『eyes to eyes』リリース。初の全面セルフプロデュース。c/w 「思い出すよ」「Pretty Gooday (Pretty Good Halfby Remix)」では、女性MC Bumble Beeをフィーチャーした。
- 8月1日、8月8日リリースの5thシングル『Sundae Love / summer time～夏の贈り物～』をiTunes Storeにて先行配信。またミュージックビデオも同日に配信開始。
- 9月12日、HMV限定でシングル『Goin' on』を発売。
- 10月17日、1stアルバム『A♥K』を発売。
- 11月14日、6thシングル『When I wish upon a star』を発売。

### 2008年
- 1月16日、7thシングル『ONE』を発売。HMVのコラボ企画「A♥K × HMV REMIX Campaign!」ではc/w「cry baby」のアカペラ音源をリリース前に公開し、リミックス音源を募集した。
- 4月23日、8thシングル『こよいキミに恋をして』を発売。前回に続きHMVとのコラボレーション企画第2弾「AYUSE KOZUE×HMV ONLINE REMIX Campaign vol.2」においてc/w「unpretty good」のアカペラ音源を発売当日に公開した。

### 2009年
- 3月11日、ヴィレッジヴァンガード、ダウンロード限定で9thシングル『Apple pie』を発売。
- 9月26日、10thシングル『Don't let you down』を発売。
- 11月18日、2ndアルバム『Simply Good』を発売。

### 2011年
- 2月16日、Village Againに移籍し、両A面の11thシングル『Cry for You / 君のせい~U KNOCKED MY HEART ~』を発売。

### 2013年
- 2月13日、4thアルバム『LOL』を発売。

## ディスコグラフィー

### アルバム
|     | リリース日     | タイトル    |
| 1st | 2007年10月17日 | A♥K         |
| 2nd | 2009年11月18日 | Simply Good |
| 3rd | 2011年12月7日  | U&I         |
| 4th | 2013年2月13日  | LOL         |

### シングル
|      | リリース日     | タイトル                                     |
| 1st  | 2006年4月19日  | boyfriend                                    |
| 2nd  | 2006年5月17日  | Pretty Good                                  |
| 3rd  | 2006年6月24日  | 君の優しさ                                   |
| 4th  | 2007年5月9日   | eyes to eyes                                 |
| 5th  | 2007年8月8日   | Sundae Love / summer time〜夏の贈り物〜      |
|      | 2007年9月12日  | Goin' on                                     |
| 6th  | 2007年11月14日 | When I wish upon a star                      |
| 7th  | 2008年1月16日  | ONE                                          |
| 8th  | 2008年4月23日  | こよいキミに恋をして                         |
| 9th  | 2009年3月11日  | Apple pie                                    |
| 10th | 2009年9月26日  | Don't let you down                           |
| 11th | 2011年2月16日  | CRY FOR YOU / 君のせい〜u knocked my heart〜 |

### 配信限定
| リリース日    | タイトル             |
| 2006年11月8日 | boyfriend（Remixes） |
| 2008年12月3日 | jingle bell love     |

### アナログ盤
| リリース日    | タイトル          |
| 2006年2月25日 | boyfriend         |
| 2006年7月28日 | KIMI NO YASASHISA |

### 参加作品
- 10 Years feat. AYUSE KOZUE & SO-HEY! / I THE TENDERNESS（2007年4月4日）-『Le Quattro Stagioni』5曲目
- Sa Yo Na Ra ～また、めぐり会えるから～ / Samurai Troops（2008年2月25日）- コーラスで参加
- Honey Honey feat. AYUSE KOZUE  / SEAMO（2008年6月18日）アルバム- 『Stock Delivery』（2008年6月18日）Tr. 2 にも収録
- OOO BABY feat. AYUSE KOZUE / TWIGY（2008年7月2日）-『BABY'S CHOICE』Tr. 15
- イノセント少年BOYYY feat. AYUSE KOZUE / SONPUB（2008年9月10日）-『80 T.O 08 HAHA』Tr. 4
- Mickey Mouse March [The Mickey Mouse Club] /（2009年1月28日）-『House☆Disney』Tr. 5 「ミッキーマウスマーチ」のカバーミックス
- Love Sick feat. AYUSE KOZUE / higo.hayato（2009年4月15日）-『Pleasure』Tr. 5
- Summeeeeeeeer set (feat. AYUSE KOZUE) / Aira Mitsuki（2009年7月22日）-『PLASTIC』Tr. 2
- Welcome Aboard! / 伊藤一朗（2009年8月5日）-『DIVERSITY』Tr. 1
- キミヲワスレナイ feat. AYUSE KOZUE / SEAMO（2009年10月7日）-『Best Of SEAMO』 Tr. 14
- Love & Hate feat. AYUSE KOZUE / NYCCA（2009年11月4日）-『Nycca Presents Cookie』Tr. 9
- FORGET ABOUT U feat. AYUSE KOZUE / NERDHEAD（2010年4月7日）-『BEGINNING OF THE END』Tr. 3
- HEY GIRLZ! feat. CICO from BENNIE K, AYUSE KOZUE & EMI MARIA / NERDHEAD（2011年10月26日）-『BEHIND the TRUTH』Tr. 8

## その他
- CDデビュー直前にPSPのCM「Good Morning, PSP」篇、「Good Night, PSP」篇に出演していた[7]。
- また、在学中に彼女が制作、リリースした作品は全て発売前に大学に提出していた[8]。
- DTMでは主にLogicを使用。その他には、REASONやDigital Performerも同期させ使用している[9]。
- 2006年7月から9月まで、MTVジャパン「MTV Apt.」のVJを担当。